# Olimarabidopsis pumila
Olimarabidopsis pumila là một loài thực vật có hoa trong họ Cải. Loài này được (Celak.) Al-Shehbaz, O'Kane & R.A.Price mô tả khoa học đầu tiên năm 1999.